# Amszterdami Egyetem
Az Amszterdami Egyetem (hollandul Universiteit van Amsterdam, röviden: UvA) Amszterdam város két államilag támogatott kutatóegyetemének egyike. Hét kara van, a tanítás erősen nemzetközi jellegű, sok programot kínál angol nyelven. 1632-ben nyílt meg, az ország harmadik legöregebb egyeteme és a világ egyik legrangosabb tudományos intézménye.
Európa egyik legnagyobb kutatóegyeteme, 42 324 diákkal és 5 496 fős személyzettel. Hollandia legnagyobb egyeteme diáklétszámot figyelembe véve, fő campusa Amszterdam városközpontjában található. Hét karral rendelkezik: Humán tudományok, Társadalomtudomány és Pszichológia, Közgazdaságtudomány és Üzlet, Természettudomány, Jog, Orvosi és Fogászati kar.
Az egyetemnek hat Nobel-díjasa van és öt holland miniszterelnök tanult itt. A legtöbb fontos ranglistán általában a világ száz legjobb egyeteme közé helyezik: a QS World University Rankings a világon az 55., Európában a 17., míg Hollandiában a legjobb intézménynek nevezte. A kommunikációs és média tanszéke 2018 és 2022 között, majd 2024-től újra a világ legjobbja.

## Története

### Athenaeum Illustre (1632–1877)

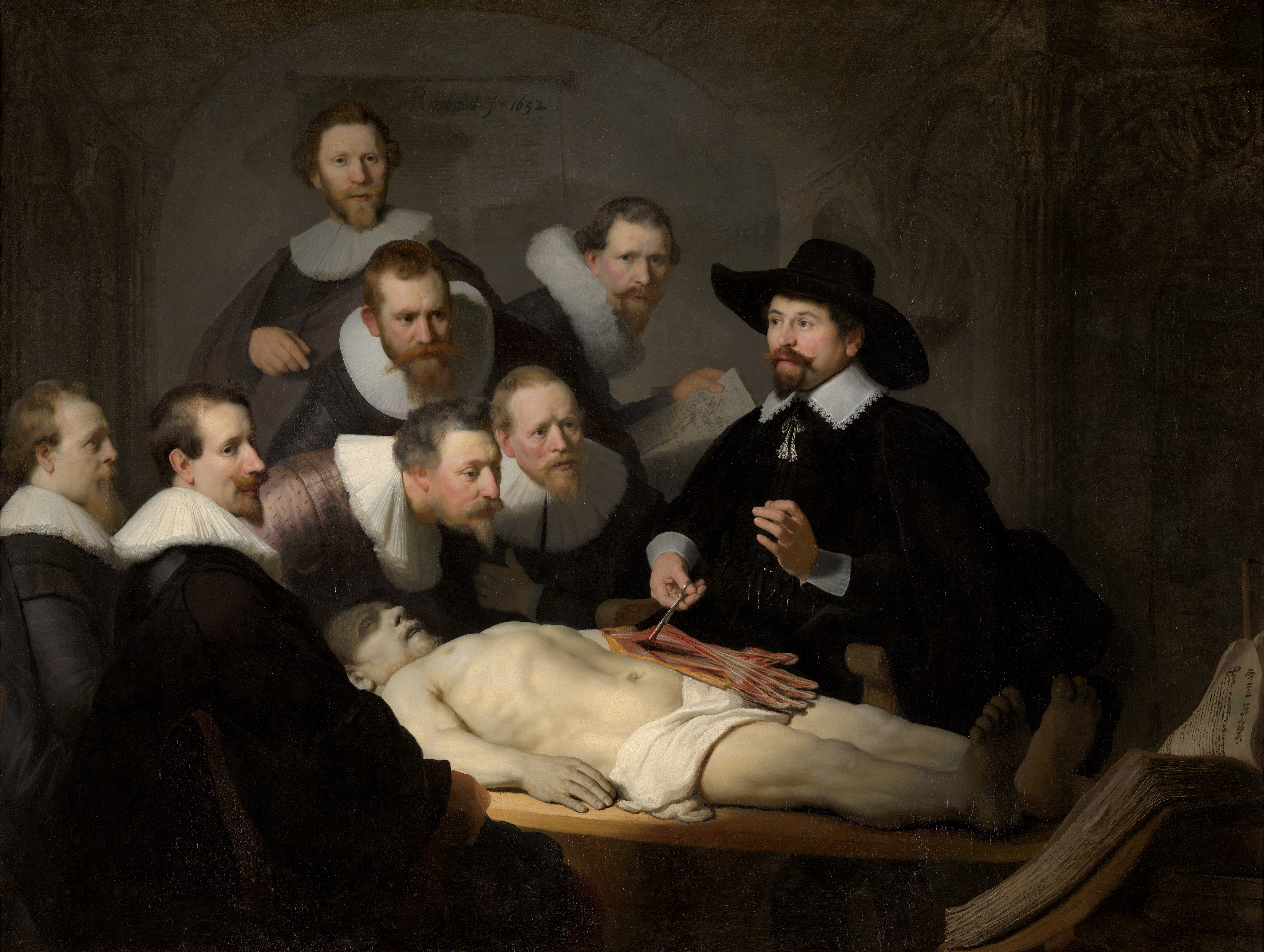
Rembrandt Dr. Tulp anatómiája című festménye, 1632-ből. Nicolaes Tulpot az Orvostudományi Kar egyik ősapájának tekintik

1632-ben a később Amszterdam nevet kapott település önkormányzata alapította, Athenaeum Illustre néven. Hollandia harmadik legrégebbi egyeteme. Ebben az időszakban leginkább orvostudományt tanított. Az első professzorok az egyetemen Gerardus Vossius és Caspar Barlaeus voltak. Annak ellenére, hogy nem adhatott ki doktori diplomákat, oktatása szintje kiemelkedő volt.
Az egyetem ezek mellett több felsőoktatási intézménynek is otthont adott az időszakban, például a sebészeket oktató Collegium Chirugicumot, illetve teológiát tanító intézményeket mennonita és remonstráns közösségeknek. Ez annak volt köszönhető, hogy a városban fontos volt a vallásszabadság.
A 19. századig egy kis intézmény volt az Athenaeum, mindössze 250 diákkal és nyolc professzorral. 1815-ben lett szerepe, hogy átvegye a legtöbb felsőoktatási intézmény feladatait a régióban.

### Városi egyetem (1877–1961)
1877-ben az Athenuem Illustre felvette az Amszterdam Városi Egyeteme nevet, ezzel megkapta a jogot, hogy orvosi diplomákat adjon át. Ezzel egy szintre került az országos egyetemekkel, de a város finanszírozta. A professzorokat a városi tanács nevezte ki. Ebben az időszakban az egyetem növekedett, leginkább a sok Nobel-díjassal rendelkező tudományos kar. Ezek közé tartozott Tobias Asser, Christiaan Eijkman, Jacobus Henricus van ’t Hoff, Johannes Diderik van der Waals, Pieter Zeeman és Frits Zernike.
Viszonylag korán lettek az egyetemnek közgazdasági és társadalomtudományi karai. A második világháború után az egyetemi oktatás tandíja sokat emelkedett, így az intézmény lassabban tudott csak növekedni.

## Felépítése
Európa legnagyobb kutatóegyetemeinek egyike 42 324 hallgatóval, 5 496 alkalmazottal, 1340 PhD-jelölttel, amely évi hatszázmillió eurós költséggel működik. A hallgatók száma alapján az ország legnagyobb egyeteme. Fő kampusza a város centrumában, míg néhány fakultás a szomszédos kerületekben található. Hét kara a következő: Humán tudományok, Társadalomtudomány és Pszichológia, Közgazdaságtudomány és Üzlet, Természettudomány, Jog, Orvosi és Fogászati kar.

## Jelentősége
Az egyetem hat Nobel-díjast és öt holland miniszterelnök alma matere. 2022-ben a világ 55., Európa 18., és Hollandia első egyeteme volt a QS World University Rankings szerint. 2011-ben a világon az 50. helyezett lett a következő hét tantárgy alapján: nyelvészet, szociológia, filozófia, földrajz, természettudomány, közgazdaság és ökonometria, és könyvelés és pénzügy.

### Ranglisták
| Világszerte                                 | Világszerte |
| ------------------------------------------- | ----------- |
| Academic Ranking of World Universities 2023 | 101–150     |
| Center for World University Rankings 2023   | 80          |
| CWTS Leiden 2023                            | 90          |
| QS World University Rankings 2023           | 58          |
| Times Higher Education 2023                 | 60          |
| U.S. News & World Report 2022–2023          | 39          |

## Külső kapcsolatai
Szoros kapcsolatban áll olyan más nemzetközi intézményekkel, mint az Európai Kutató Egyetemek Ligája (LERU), az Európai Fővárosi Egyetemek Intézményi Hálózata (UNICA), Európai Egyetemi Egyesület (EUA), a Nemzetközi Diákcsere Programok (ISEP) és az Universitas 21.

## Kampuszok
Az egyetem korábban városszerte 85 épületben, de a 2020-as évek elejére már csak négy kampuszon működik.

### Egyetemi negyed
Az egyetemi negyed kampusz az iskola történelmi központja. A város közepén helyezkedik el, az Oudezijds Achterburgwal, az Oude Hoogstraat, a Kloveniersburgwal, az Oude Turfmarkt és a Nieuwe Doelenstraat utcák között. Ezeket az épületeket főként a fakultás használja, itt vannak az egyetem adminisztratív irodái is. Az egyetem múzeuma és színháza is itt található. Az egyetlen kar, ami még ma is itt tanít a humán tudományi kar. 2022-től ide költözött az egyetemi könyvtár is.

### Roeterseiland kampusz
A Roeterseiland kampusz ad otthont az egyetem legtöbb karának. Itt található a közgazdaságtudomány-, és üzleti kar, a jogi kar, illetve a társadalomtudomány-, és pszichológia-kar is.
Amszterdam központi kerületében, a Roeterseiland szomszédságban, régi épületek felújításával és újak építésével jött létre.

### Amsterdam UMC
Az Amsterdam UMC az egyetem orvostudományi karainak ad otthont. Régen Amsterdam AMC néven volt ismert, mielőtt összevonták a Vrije Egyetem orvosi karával. Taníttatás és kutatások mellett kórházként is működik. Itt van az egyetem vizsgaközpontja is.

### Amsterdam Science Park
Az Amsterdam Science Park Európa egyik legnagyobb tudományos kampusza. Közel 120 cég található itt a kutatóintézmények mellett. Az egyetemi sportcenter is itt működik. A kampusz pénzügyi támogatását az Amszterdami Egyetem, a város és a Holland Tudományi Kutatószervezet állja. 2022-ben több új épület is megnyílt az Amsterdam Science Parkban.

## Híresebb öregdiákok és tanárok
- Lodewijk Asscher
- Casparus Barlaeus
- Johan van Benthem
- Johannes Martin Bijvoet
- Frits Bolkestein
- Harry van Bommel
- Luitzen Egbertus Jan Brouwer
- Thijs Chanowski
- Ines Coppoolse
- Jacqueline Cramer
- Ien Dales
- Wim Deetman
- Robbert Dijkgraaf
- Adriaan van Dis
- Henk van den Dool
- Wim Duisenberg
- Frans van Eemeren
- Willem Jacobus Eijk
- Wim van Es
- Jens Förster
- Willem Glasbergen
- Jacob Goeree
- Carel Goseling
- Adriaan de Groot
- Robert Grootendorst
- Hans Gruijters
- Kees ’t Hart
- Willem Frederik Hermans
- Johannes van der Hoeven
- Hans Hoogervorst
- Ferry Hoogendijk
- Hans Janmaat
- Wouter Jurgens
- Jan Kalf
- Jacob Kistemaker
- Diederik Johannes Korteweg
- André Kuipers
- Nicolaas Petrus van Wyk Louw
- Hanja Maij-Weggen
- Geert Mak
- Annemarie Mol
- Corneille Antoine Jean Abraham Oudemans
- Rob Oudkerk
- Connie Palmen
- Anton Pannekoek
- Jan Pen
- Bram Peper
- Ronald Plasterk
- Rick van der Ploeg
- Nicolaas Wilhelmus Posthumus
- Jan Pronk
- Géza Révész
- Guido van Rossum
- Hannie Schaft
- Paul Scheffer
- Klaus Schönbach
- Jan Jacob Slauerhoff
- Karin Spaink
- Abram de Swaan
- Ed van Thijn
- Joop den Uyl
- Simon Vestdijk
- J. J. Voskuil
- Gerhard Johannes Vossius
- Jouke de Vries
- Johannes Diderik van der Waals
- Anna Weber-van Bosse
- Max Weber
- Mieke van der Weij
- Joop Wijn
- David Wijnkoop
- Mabel Wisse Smit
- Pieter Zeeman
- Frits Zernike

## Galéria
- A campus éjszaka
- Az egyik a sok híd közül a campuson, a viselkedés-, és társadalomtudományi, illetve a jogi karok épületeivel a háttérben
- Diákok a campus egyik hídján
- A Roeterseiland campus, jobbra a jogi, balra pedig a közgazdasági kar épületével

- Az Amszterdami Tudományos Park főépülete
- Az egyetem sportközpontja
- Az Amszterdami Adattorony
- Az AUC épülete

- Az Oudemannenhuis épület
- A De Schaats épület
- Az épület egyik bejárata, a város házai között
- A Kelet-India Ház

- Az egyetemi kórház épülete, Amszterdam déli részén
- Az Artis Könyvtár
- Egy templom, amit átalakítottak és napjainkban különböző előadásoknak ad otthont Amszterdam belvárosában
- A bölcsészettudományi kar korábbi épülete

- Az egyetem Oudemannenhuis épületének főbejárata (1890–1910 között)
- Az egyetemi kórház építése közben, 1978 januárjában
- Bushuis
- Az egyetem egyik legrégebbi épülete, valamikor a 19. században
- A régi Roeterseiland-főépület, lebontása közben

## Fordítás
- Ez a szócikk részben vagy egészben  az   University of Amsterdam című angol Wikipédia-szócikk ezen változatának fordításán alapul.  Az eredeti cikk szerkesztőit annak laptörténete sorolja fel. Ez a jelzés csupán a megfogalmazás eredetét és a szerzői jogokat jelzi, nem szolgál a cikkben szereplő információk forrásmegjelöléseként.